# ザ・チックス
ザ・チックス（The Chicks、旧称ディクシー・チックス）は、アメリカ合衆国出身のエミリー・ロビソン（Emily Robison）、マーティ・マグワイア（Martie Maguire）とナタリー・メインズ（Natalie Maines）からなるカントリー・ミュージックの3人組バンドである。カントリーだけではなく、全ての音楽ジャンルで販売枚数が最も多い女性グループである。
ザ・チックスは1989年に「ディクシー・チックス」としてテキサス州のダラスで結成され、数年の下積み時代とメンバー変更を経て、1990年代末にカントリーとポップスの両ジャンルで成功を収めた。
また、2003年12月24日のブッシュ大統領が行ったイラク戦争を批判したリード・ヴォーカルのナタリー・メインズの公共の場での批判は、グループを巻き込む大きな論争となった。
2020年6月26日、ディクシーという南部奴隷制にリンクする言葉をバンド名から排除し、「ザ・チックス」に改名した。

## 初期
ザ・チックスは、「ディクシー・チックス」としてダラス郊外にあるテキサス州アディソンのグリーンヒル・スクール卒業生であったマーティ&エミリイ・エルウィン姉妹、ローラ・リンチ（Laura Lynch）、ロビン・リン・メイシー（Robin Lynn Macy）の4名によって結成された。エルウィン姉妹は結婚し、マーティ・マグワイアとエミリー・ロビソンとなった。エルウィン姉妹は主に楽器を、リンチとメイシーはヴォーカルを担当。
彼女たちはブルーグラスサウンドを主にして活動を開始、1990年にインディーズ・レーベル「クリスタル・クリア・サウンド（Crystal Clear Sound）」からファーストアルバム（女性演奏者デール・エバン（Dale Evans）にちなんで）『Thank Heavens for Dale Evans』を発表。前年にはマーティが全米バイオリンチャンピオンシップで3位を獲得、また「ディクシー・チックス」としてもテルライドブルーグラス祭（Telluride Bluegrass Festival）で最優秀バンド賞を獲得したり、リーバ・マッキンタイアとジョージ・ストレイト、ガース・ブルックスの前座を務めた。しかし、彼女たちの曲は公共放送以外で放送されることはなかった。
チックスは1991年末にクリスマス・シングル「Home on the Radar Range」を発表。そして1992年にはセカンド・アルバム『Little Ol' Cowgirl』を発表。スティール・ギター奏者として有名だったロイド・メインズ（Lloyd Maines）との競演を果たし、そしてセカンド・アルバムの一部では現代的なカントリーサウンドにも挑戦した。ディクシー・チックスはテキサスとナッシュビル周辺の様々なイベントに出演し続けた。しかしダラス以外でのラジオ放送はなく、商業的な成功を収めるられずに終わった。
しかるのち、ロビン・リン・メイシーは音楽の方向性の不一致のために1992年末に脱退した。だがグループは引き続きダラスにて活動を続けた。
チックスはトリオとなり、1993年に3枚目のアルバムをリリースした。『Shouldn't a Told You That』はリンチのリード・ヴォーカルを全面的に押し出し、ブルーグラスの要素を少なくした。継続的にツアーを行い、クリントン大統領の就任式やCBS This Morningのような注目度の高いイベントにも出演したが、ヒットには恵まれなかった。

## 新しいシンガーと商業的成功
1995年末に、以前に共演したロイド・メインズをプロデューサーとして迎えた。また、ローラ・リンチはプロデューサーの娘であるナタリー・メインズにチェンジした。同時期にソニーはチックスをスカウトし、再開されたモニュメント・レコード（Monument Records）と契約させた。
この新しいラインアップは以下の通り。

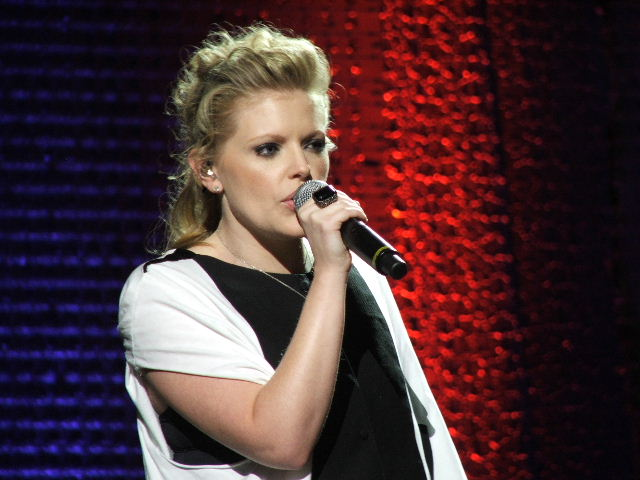
ナタリー・メインズ

- マーティ（フィドル、マンドリン、ボーカルを担当） - リーダー
- エミリー（ギターやドブロ、バンジョーとヴォーカルを担当）
- ナタリー（リード・ヴォーカルとコンサートでのギターを担当） - 新加入

### 『Wide Open Space』
1997年10月にシングル「I Can Love You Better」でメジャー・デビュー。この曲はカントリーチャートのトップ10入りした。1998年1月にこの曲を含む『Wide Open Spaces』を発表。シングルカットされた「There's Your Trouble」「Wide Open Spaces」「You Were Mine」は全てカントリーチャートでNo.1に輝いた。結果的に『Wide Open Spaces（広大にひらけた場所）』は1200万枚以上のセールスとなり、アメリカ歴代のトップ50ベストセラーアルバムに名を連ねることとなった。
1999年の夏、彼女たちは人気のティム・マッグロウ（Tim McGraw）のツアーの前座を務めた。

### アルバム『Fly』と初の単独コンサート・ツアー
ディクシー・チックスは1999年にも『Fly』を発表。同作は1000万枚の売り上げに達した。（『Fly』からはカントリーでNo.1となった「Cowboy Take Me Away」と「Without You」を含む9曲がシングルカットされた） ディクシー・チックスは連続で「ダイアモンドアルバム」（アメリカでは1,000万枚以上のセールスを記録したアルバムのこと）を達成したのである。また、チックスは「Fly」のツアーを開始した。このツアーは初のメインアクトであったのであるが、アリーナを満員とするほどの人気であった。
ディクシー・チックスの人気は、以下の理由が考えられる。第1に彼女たちは外部の作詞家を使っているが、2曲に1曲はで作詞に関わっていること。つぎに、グループのブルーグラスとカントリーとの融合が購入層から好感を得られたこと。最後に、ビジュアルのイメージが「かわいい」「クール」「強烈」と幅広かったことである。
リード・シンガーとしてのメインズの特徴を引き出すことが1枚目〜2枚目のアルバムにおいて主なテーマであったと思われる。それは「Cowboy Take Me Away」を聞けばそれとわかるし、ほかの曲にもそれを感じられる曲が数曲存在する。だが、チックスは「Goodbye Earl」（虐待した夫を殺す妻とその女友達の話）のように“楽しい”復讐の詩や、「Sin Wagon」（パートナーの元を飛び出して“罪”を犯そうとする女の話）のような乱暴で下品極まる曲もだいぶ発表している。こういった曲は、ラジオ局のプレイリストから外されるような強烈な曲と言えるが、それでもメンバーは決してダークに染まることはなかったのである。

## 同時多発テロ後のチックスの変化
チックスは2001年9月11日に同時多発テロが起こったアメリカで控えめで、飾り付けされていない「I Believe in Love」の演奏を始めた。それはチックスの方向性が変わる前兆だった。

### ソニーとの法的対立
グループは2年ものあいだソニーとロイヤリティや支払いについての論争に巻き込まれた。その後ソニーはチックスを提訴し、またチックスはソニーに対して逆提訴を行った。後にソニーとチックスは和解を行い、次のアルバム『Home』（2002年リリース）はロイド・メインズによる独立したプロデュースとなった。外から作曲者を入れることに関しては、グループは作曲者には営利的なものではなく個人的な内容であることを要求した。

### 『Home』
以前の2つのレコードとは違い、『Home』はドラムなしで演奏され、そしてとてもアップテンポなブルーグラスともの悲しいバラードに占められていた。それだけでなく、アルバムの1曲目でありファーストシングルであった「Long Time Gone」の歌詞は、マール・ハガード（Merle Haggard）やジョニー・キャッシュ、ハンク・ウィリアムズが例示しているような、ジャンルとしての魂を無視するミュージシャンを咎める内容で、明らかに現代的なカントリーミュージックラジオを攻撃するものであった。
そのシングルはカントリーチャートで2位となり、政治的な論点によって傷つけられても最後には600万枚のセールを記録した。その上、「Long Time Gone」はチックスにとって、ポップスジャンルにおける最初のNo.1ヒットとなった。
フリートウッド・マックのカバー曲「ランドスライド」もカントリーとポップの両方でトップ10入りを達成した。
2003年2月23日に開催された第45回グラミー賞ではベストカントリーアルバムを含む4つを『Home』によって獲得した。このアルバム後のツアー「Top of the World」のチケットは数時間のうちに売り切れとなったほどだった。

## 政治的な論争
イラク侵攻の準備段階だった2003年3月10日、テキサス州ラボック出身のナタリー・メインズはロンドンのシェパーズ・ブッシュ・エンパイア（Shepherds Bush Empire）でのコンサート中の歌の間に出身の州が一緒であるアメリカ合衆国大統領 ジョージ・W・ブッシュを恥ずかしく思うと発言した。
一度、イギリスの新聞紙であるガーディアンに載ったコンサートの模様をアメリカのメディアによって拾い上げられたことによって、議論が吹き出した。 さまざまな立ち位置によって多くのアメリカ人から激しい批判が述べられた
- メインズは海外にいるときにアメリカの頂点にいる人物を批判すべきではない。
- メインズは戦争かどうかの瀬戸際にアメリカ軍の指揮官を批判すべきではなかった。
- ビジネスの立場から、おそらくディクシー・チックスの教養的な保守層の聴衆が腹を立てるからメインズは政治な立場を表明すべきでなかった。

メインズは「私は自分がいるところならどこでも発言する」と反論した。
また、この騒ぎとチックスに対するボイコットなどの事件との関係を明確にするためにチックスは3月12日に「大統領が多くのアメリカ人の意見を無視し、世界と隔絶しようとしているように思えます」と話した。その後、批評に対して静観したことは失敗だったと3月14日に彼女自身が述べた。

### メインズの謝罪
一部のファンはディクシー・チックスのアルバムやコンサート、スポンサーであるリプトンの支援をやめた。また、メインズの謝罪を残念に思う人もいた。しかし主なアンチ・ディクシー・チックス派の行動は、CDをブルドーザーで破壊するというものだった。チックスに向けられた憎悪の強烈さは家族の安全を脅かすものだった。ブルース・スプリングスティーンとマドンナは、いままで以上にバンドには自由な意見を表現する権利があるのではないか、と感じたようである。（だがけっきょく、マドンナはチックスに対しての激しい弾圧を見せつけられ、4月1日に発売予定だった、ブッシュそっくりな人に手榴弾を投げつける「American Life」のビデオの延期と手直しを余儀なくさせられた）。

### チックスの反撃
4月24日、ディクシー・チックスは自分たちの立場を説明するキャンペーンを開始した。ダイアン・ソーヤー（Diane Sawyer）がTVパーソナリティを務めるプライムタイムのインタビューにて、メインズは自分の立場に誇りを持ち続けていると語った。さらに「裏切り者」「サダムのエンゼル」「ディキシー・スラッツ（スラッツはあばずれの意）」「誇るべきアメリカ人」「英雄」「表現の自由」そして「勇敢な人たち」のようなスローガンを体に印刷して5月2日のエンターテインメント・ウィークリー（Entertainment Weekly）のカヴァーをセミヌードで飾った。
ブッシュ大統領は4月24日発売のトム・ブロコウのインタビューでディクシー・チックスを取り巻く論争について反応した。

### コンサートでは反発がなかったが、続く混乱
ディクシー・チックスの初の全土に及ぶコンサート「Top of the World Tour」は5月1日のサウスカロライナ州グリーンビルで始まり、15000枚のチケットを売り上げた。（ほとんどのコンサートのチケットは論争が噴出する前に売り切れていた） チックスは反対運動に遭う可能性を考えていたが、非難する人を排除しようとは思わなかった。群衆からはことに励ましばかりだったからである。
それにもかかわらず、コロラド州のあるラジオ局のDJの2人は、5月6日にディクシー・チックスの曲をかけようとして停職となった。また、5月22日のラスベガスで開催されたカントリーミュージック協会（ACM）の賞のセレモニーで、最優秀エンターテイナーとしてノミネートされたことがアナウンスされるとブーイングが起こった。しかしながら、放送局の司会者であるヴィンス・ギルは観客に対して、言論の自由は全ての人間に与えられると伝えた。またアカデミー賞を受賞したトビー・キース（Toby Keith）が公然とグループを批判した。
2003年の秋に、ディクシー・チックスはリプトンの紅茶のテレビコマーシャルに出演した。このCMにおける皮肉の引用は、法人のブラックリスト化と民衆の激しい反発を招いた。コマーシャルでは、チックスはスタジアムコンサート中に落雷による停電に合う。しかしメインズがアカペラでその時演奏中だった「Cowboy Take Me Away」の続きを歌い始め、他の2人もそれに続く。そしてファンから励ましの声援を受けた。
2003年の9月にドイツのパルプ・マガジンであるDer Spiegelから受けたインタビューでマグワイアはいった、「カントリー精神を認めてもらえていない。2003年のACM賞には避けられ、カントリー・スターからの支持は得られていない。でも、グラミー賞では3つの賞を受賞している。だから今自分たちは中途半端なカントリーじゃなくて、ロックに近いって思う」と述べた。さりとて、メインズは公式ホームページのファンに宛てた文章の中で、マグワイアの発言は間違って引用されていると述べている。
2003年にまた、アメリカ赤十字（American Red Cross）はディクシー・チックスからの100万ドルの寄付を断った。組織は拒否したことを公表しなかった。しかし、それは2006年5月チックス自身によってSIRIUS 衛星ラジオのハワード・スターン・ショーのインタビューで暴露された。全米赤十字の報道官ジュリー・サーモンド・ウィットマー（Julie Thurmond Whitmer）によると、ライヴのチケットと抱き合わせにして、という条件付きだったようである。ロンドンでの出来事ののち、2003年のツアーまで見た結果、ウィットマーは以下のように書いている。
2003年の「トップ・オブ・ザ・ワールド・ツアー」の模様は録音され、11月にライヴ・アルバム『Top of the World Tour: Live』としてリリースされた。
2004年10月に、ディクシー・チックスは「the Vote for Change」ツアーに参加し、"揺れる州（Swing state）"で演奏した。このコンサートはこの年の大統領選においてブッシュに対抗するためジョン・ケリーに投票することを目的としてw:MoveOn.orgによって組織化されたものだ。ディクシー・チックスはジェームス・テイラーとの競演をした。この出演でケリーが選ばれることにはならなかったが、ジェームス・テイラーとの競演は非常にうまくいった。（多くのメンバーがステージを共有した。）
2006年6月にエミリー・ロビソンはカントリーのミュージック・ヴィデオではイラク戦争を利用しようとしているとイギリスのテレグラフにコメントした。
「人気な人を使ったうえに、兵士とか星条旗をいろんなヴィデオで見せてくる」とロビンソンは述べた。
「とてつもない愛国心の呈示には、ほんと吐き気がするね」メインズはいった。「ぼくの意見とは食い違う人もいるかもしれないけど、ぼくは愛国心の必要性がわからない。なんで愛国者じゃなきゃならないんだよ？　それがなんなんだよ？　この世界はぼくらの世界じゃないのか？　なぜに？　自分が住む場所だけを好むことも出来るが、全ての国々を愛することもできる。だからってなんで、私は人々がなぜ愛国心を持っていることを求めるのか、まったく理解しがたい」。
キャビン・クリーク・フィルム（賞を受賞したドキュメンタリー「バーボラ・コップル」をプロデュースした会社）は2006年9月の2006年のトロント国際映画祭（2006 Toronto International Film Festival）へ出展する「Shut Up and Sing」にディクシー・チックスを初主演させた。ワインスタイン社により配給されて、ドキュメンタリーはブッシュについて述べた後の3年間のチックスに迫った。
2006年11月8日、ナタリー・メインズはバンクーバーで「ビールは無料だし、今日ドナルド・ラムズフェルドが辞任したことがうれしい」と発言した。メインズはブッシュのかつての強力な国防長官に言及してこれはブッシュ大統領への突きの1つであると言った。

## 「Not Ready to Make Nice」チックスは戻ってきた
2005年9月、ディクシー・チックスはハリケーン・カトリーナの被害があった後に行われた「Shelter from the Storm: A Concert for the Gulf Coast」というテレソンで「I Hope」という曲を初お目見えさせた。その後ハリケーン救済のため、インターネットを通じてダウンロード販売された。
2006年3月16日、シングル「Not Ready to Make Nice」を発表。ダン・ウィルソン（Dan Wilson）と一緒にチックスの3人が書いた内容は3年間のグループを取り巻く政治的な論争について直接的に訴えかけるものだった。
そして、女性（部分的にはメインズ）が命の恐怖を感じる批判を受ける。
プレスリリースではロビソンが「この歌での代償は本当に大きかった。自伝的で忘れられないことだから、こと重要であると知ることができる。いったん私たちは歌い終わった時、重荷なくアルバムの残りを制作するために空けておいたのだ」と発言。
商業的にニューアルバムはどうなるかということは激しいメディアの関心を引きつけた。

### アルバム『Taking the Long Way』
『Taking the Long Way』は2006年5月22日に発表された。同作はリック・ルービン（メタリカ、レッド・ホット・チリ・ペッパーズ、ジョニー・キャッシュ、ニール・ダイアモンドやビースティ・ボーイズなどと仕事をしている）によってプロデュースされ、そして伝統的なカントリーよりもロックを強調したものとなった。 14曲全てで、様々なソングライターと共同でチックス3人の名義となっている。このアルバムは彼女ら自身が「事件」と呼んでいることや挑戦的なことを思い出されることを間接的に呼び起こされる追加のトラックを含んでいる。例えば、5月9日の「TIME」の記事にマグワイアは「例え小規模であっても本当にクールで私たちをわかってくれるファンがいいです。私たちと共に成長し、生涯のファンでいてくれるような人たちがね。私たちのCDをリーバ・マッキンタイアやトビー・キースのCDと一緒に5枚のディスクチェンジャーに入れているようなファンはいらないんです。彼らは私たちができることを制限する存在でしかないんですよ」と発言。メインズは早い段階でブッシュに謝ったことを撤回し「私は大統領府に対する無礼を謝りました。しかし、私は今はそうは感じていません。彼はいかなる敬意をも受けるべき存在だとは思っていないのです。」と述べた。
ラジオでのエアプレイは最小限であったが、『Taking the Long Way』はポップアルバムとカントリーアルバムの両方のランキングでNo.1の出だしとなった。売り上げも第1週だけで526.000枚（その年のカントリー楽曲において合計は2番目だった）。そして、その最初の週でゴールドレコードとなった。チックスは3枚のアルバムが初登場1位となった史上初の女性グループとなった。

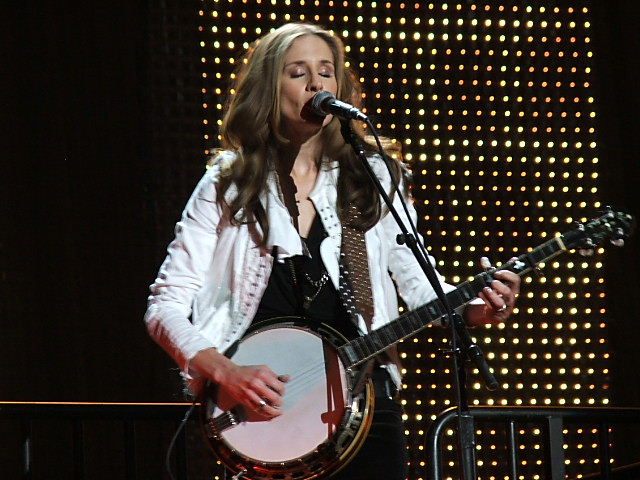
エミリー・ロビソン

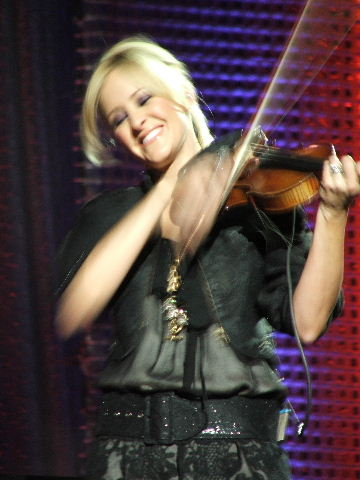
マーティ・マグワイア

ヨーロッパではカントリーラジオによって流され『Taking the Long Way』からの2つのシングルは好評だった。ヨーロッパのカントリーチャートにおいて13週目に最高位となった「Not Ready To Make Nice」と13週目に最高位となった「Everybody Knows」は20週以上もチャートに居座り続けた。
（ヨーロッパCMA による）
2006年7月に「Accidents & Accusations Tour」と題されたツアーが開始された。チケットセールスはカナダやアメリカ北東部のいくつかの州では好調だが他の地域では著しく不評だった。特にヒューストンやテキサスでは地元のラジオ局がイベントの広告の受け入れを拒否したため売ることさえ出来なかった。8月、ルートを見直したツアーのスケジュールは『Taking the Long Way』が500万枚に達したカナダからと発表された。ツアーの公演は彼女たち自身も一般的に明確な政治的なコメントや作曲、特に中心的な「Not Ready to Make Nice」のパフォーマンスを慎んだ。2006年11月5日のアルバータ州カルガリーのコンサートにおいて、チックスは曲が終わった後、ファンの書いた「誰もブッシュなど好きじゃない」という看板を掲げ、数千人もの大歓声を受けた。
2006年において、ディクシー・チックスは行動とツアーを紹介するためブロガーを雇った最初のメジャーバンドとなった。彼らはマイクロソフトと手を組み、「Accidents & Accusations Tour」のためにDixie Chicks@MSN（https://web.archive.org/web/20071125134244/http://www.dixiechicks.msn.com/）というウェブサイトを開設し、彼女たちが直接書くためにサンディエゴ大学の法学部の教授であるジュンイチ・セミツを雇った。
2006年において『Taking the Long Way』はアメリカにおいて9番目の売り上げであった。また、2007年2月11日に発表されたグラミー賞（Grammy Awards of 2007）では、ディクシー・チックスがこのアルバムで主要4部門中3部門を制覇した。

## "Shut Up and Sing"
嵐のような出来事を記録したドキュメント映画「Shut up and Sing」の広告は「公の場での論争」を扱う広告を除くというポリシーから、2006年10月27日のNBCによって拒否された。さらにドキュメンタリーの広告はより小さなCW ネットワークによっても拒否された。NBCとCWを含む主要5大放送局である地元の加盟局はニューヨークとロサンゼルスの2つの都市で映画のスポットプロモーションを開始した。「言論の自由の権利を行使して、ブラックリストに載せられた勇敢なグループに関する映画自体を現在のアメリカ経済界はブラックリストにしてしまう。このことは社会における恐怖のレベルを悲しくも示している」とそのフィルムのプロデューサーであるハーヴェイ・ワインスタイン（Harvey Weinstein）は状況を述べている。

## バンド外での活動
2009年、マーティ・マグワイアとエミリー・ロビソンはコート・ヤード・ハウンズというデュオ名義で活動を始め、2010年にはディクシー・チックスの所属レーベルであるオープン・ワイド/コロムビアから初のアルバム『Court Yard Hounds』を発表。2013年にはデュオ名義で2作目のアルバム『Amelita』もリリースしている。
また、2013年にはナタリー・メインズが初のソロ・アルバム『Mother』を発表した。

## バンドの改名
2020年6月25日、警察によるアフリカ系アメリカ人のジョージ・フロイド殺害と人種差別への抗議が広がる中、ディクシーという語が奴隷制存続を主張し南北戦争をひきおこした南部諸州の名称であることを考慮し、「ザ・チックス」に改名すると発表した。また改名の発表とともに人種差別への抗議を歌った新曲「March March」とそのPVもリリースした。

## ディスコグラフィ
- Thank Heavens for Dale Evans （1990年） - 日本未発売
- Little Ol' Cowgirl （1992年）  - 日本未発売
- Shouldn't a Told You That （1993年）  - 日本未発売
- 『ワイド・オープン・スペーシズ』 - Wide Open Spaces （1998年）
- 『フライ』 - Fly （1999年）
- 『ホーム』 - Home （2002年）
- 『トップ・オブ・ザ・ワールド・ツアー』 - Top of the World Tour （ライヴ・アルバム） （2003年）
- 『テイキング・ザ・ロング・ウェイ』 - Taking the Long Way （2006年）
- 『ガスライター』 - Gaslighter (2020年)

## 受賞履歴

### アメリカン・ミュージック・アウォーズ（AMA）
- 2003年: お気に入りのカントリーバンドのデュオもしくはグループ
- 2003年: お気に入りのカントリーアルバム - 『Home』
- 2001年: お気に入りのカントリーバンドのデュオもしくはグループ

### ビルボード・ミュージック・アウォーズ
- 2002: 最優秀カントリー デュオ/グループ

### カントリー・ミュージック協会賞
- 2002年: 最優秀ボーカルグループ
- 2000年: 最優秀アルバム - 『Fly』
- 2000年: 最優秀エンターテナー
- 2000年: 最優秀ボーカルグループ
- 2000年: 最優秀ビデオクリップ - 「Goodbye Earl」
- 1999年: 最優秀楽曲 - 「Wide Open Spaces」
- 1999年: 最優秀ボーカルグループ
- 1999年: 最優秀ビデオクリップ - 「Wide Open Spaces」
- 1998年: ホライゾン賞
- 1998年: 最優秀ボーカルグループ

### グラミー賞
- 2007年: 最優秀アルバム賞 - 『Taking the Long Way』
- 2007年: 最優秀レコード賞 - 「Not Ready to Make Nice」
- 2007年: 最優秀楽曲賞 - 「Not Ready to Make Nice」
- 2007年: 最優秀カントリーアルバム賞 - 『Taking the Long Way』
- 2007年: 最優秀カントリー ボーカル演奏賞（デュオもしくはグループ） - 「Not Ready to Make Nice」
- 2005年: 最優秀カントリー ボーカル演奏賞（デュオもしくはグループ） - 「Top Of The World」
- 2003年: 最優秀カントリーアルバム賞- 『Home』
- 2003年: 最優秀カントリー ボーカル演奏賞（デュオもしくはグループ） - 「Long Time Gone」
- 2003年: 最優秀カントリー楽器演奏賞 - 「Lil' Jack Slade」
- 2003年: 最優秀レコーディングパッケージ賞 - 『Home』
- 2000年: 最優秀カントリーアルバム賞 - 『Fly』
- 2000年: 最優秀カントリー ボーカル演奏賞（デュオもしくはグループ）  - 「Ready to Run」
- 1999年: 最優秀カントリーアルバム賞 - 『Wide Open Spaces』
- 1999年: 最優秀カントリー ボーカル演奏賞（デュオもしくはグループ） - 「There's Your Trouble」

### MTV's Rock the Vote
- 2004年: Patrick Lippert Award for "protecting freedom of speech".

### ピープルチョイスアウォーズ
- 2002年: お気に入りの音楽グループもしくはバンド

## ツアー

### 前座として
- 1998年 クレイ・ウォーカー（Clay Walker）
- 1999年 ジョージ・ストレイト（George Strait）カントリー音楽祭
- 1999年 ティム・マッグロウ（Tim McGraw）

### 慈善事業
- 2001年 America: A Tribute to Heroes
- 2003年 Honor the Earth
- 2003年 Recording Artists' Coalition
- 2004年 Vote for Change
- 2005年 Shelter From the Storm: A Concert for the Gulf Coast

### フェスティバル
- 1999年 Lilith Fair

### 全国ツアー
- 2000年 Fly Tour
- 2003年 Top of the World Tour
- 2006年 Accidents & Accusations Tour

## より詳しい本
- Dickerson, James L. （2000）. Dixie Chicks: Down-Home and Backstage. Taylor Trade Publishing. ISBN 0-87833-189-1.

## 参照
- アーティスト売上高（Best selling music artists）
- アメリカでのアルバムの売り上げ枚数（List of best-selling albums in the United States）

### ニュース記事
- In 'Sing,' a trio whistles Dixie The Christian Science Monitor
- Chicks' Naked Fury エンターテインメント・ウィークリーのカバーについて
- The Entertainment Weekly cover
- AP article on Greenville concert.
- Dixie Chicks & Alec Baldwin Fighting For 'Center Square'on The Hollywood Squares? BY JAKE EASTON - R a d o k  N e w s （pro-boycott）
- Dixie Chicks Return, 'Taking the Long Way' - All Things ConsideredでのNPR インタビュー（2006年5月23日）。2003年に起こったディクシー・チックスへの脅しについての議論を含みます。
- Dixie Chicks song about Lubbock, Texas stirs up some local trouble.
- Article on a different Dixie Chicks documentary.